# ليساندرو كامبوس كوردوفا
ليساندرو كامبوس كوردوفا (بالإسبانية: Lisandro Campos Córdova)‏ هو سياسي مكسيكي، ولد في 27 يونيو 1957. حزبياً، نشط في الحزب الثوري المؤسساتي. وقد انتخب عضو مجلس النواب المكسيك.